# Mount Kenya
Mount Kenya je masiv nacházející se zhruba ve středu státu Keňa v oblasti zvané Středohoří Mount Kenya. Vrchol je možno vidět z hlavního města Keni, z Nairobi, které je od něj vzdáleno 130 km. Spolu s masivem Kilimandžára je Mount Kenya dalším místem, kde lze pozorovat ledovcové vrcholy poblíž rovníku. Mount Kenya nejvyšší horou v Keni a druhou nejvyšší v Africe po Kilimandžáru. V současnosti je to druhá nejoblíbenější hora a to zejména díky velké kvalitě výstupových cest.

## Historie

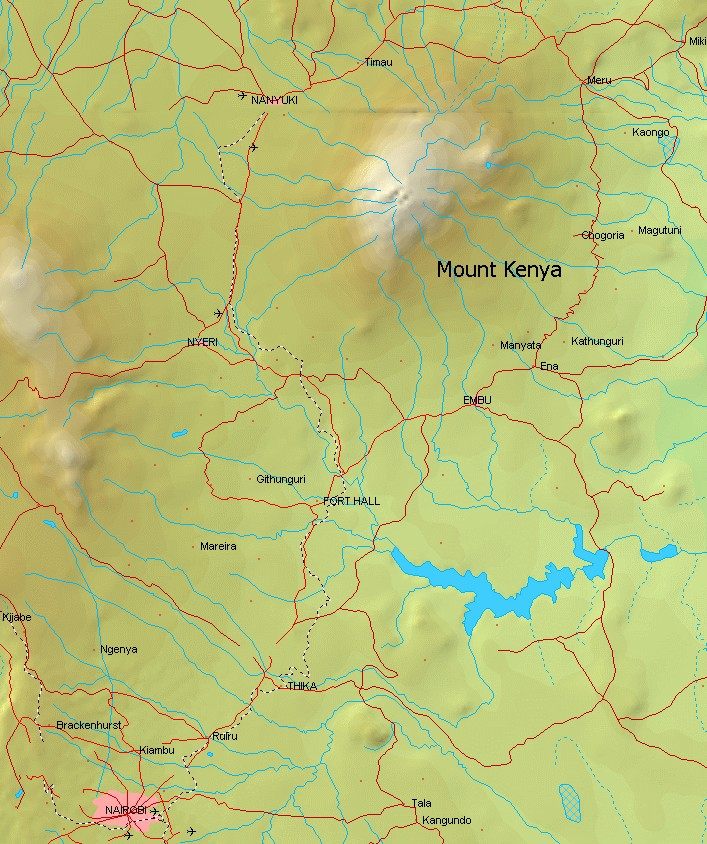
Mapa oblasti Mount Kenya

Z Evropanů oficiálně spatřil tuto horu jako první Němec Ludwig Krapf v roce 1849. V roce 1899 anglický horolezec Halford Mackinder (spolu se dvěma průvodci) poprvé stanul na jejím nejvyšším vrcholu Batianu.

## Název
Prvním osídlencem této oblasti byl kmen Kikuyu. Jeho lidé zde žili již před 200 až 300 lety. Původním názvem hory, jež mu dali Kikuyové byl Kirinyaga (Zářící hora). Dnešní jméno, ale zřejmě pochází od sousedního kmene Kamba. Kambané horu nazývali Kee Nyaa (Místo pštrosa). Skály a led na vrcholu hory jim v kombinaci bílé a černé barvy připomínaly zbarvení pštrosího peří.

## Geologie
Podobně jako masiv Kilimandžára, je i Mount Kenya vrcholem modelovaným vulkanickou činností. Ta byla spojena se vznikem Velké příkopové propadliny. Geologické názory jsou takové, že kdysi bývala Mount Kenya zhruba o 1500 metrů vyšší než je dnes. Domněnky jsou takové, že došlo působením eroze ledovců k jejímu zmenšení.

## Geografie
Masiv Mount Kenya má tři hlavní vrcholy:
- Batian (5199 m)
- Nelion (5188 m)
- Thompson / Lenana (4985 m)

Ostatní významné vrcholy nejvyšší části pohoří:
- Pigott (4958 m)
- Top Hut (4790 m)
- Tereri (4715 m)
- Sendeyo (4705 m)
- Midget (4701 m)
- Minte's Hut (4297 m)

Mount Kenya je jediným vrcholem, kde se ledová pokrývka vrcholů udrží po celý rok. Největší z jeho ledovců je Glacier Lewis. Dle nejnovějších poznatků je patrné, že ledovce v masivu Mount Kenya tají. V posledních dvaceti letech pár ledovců již zmizelo.

## Turismus

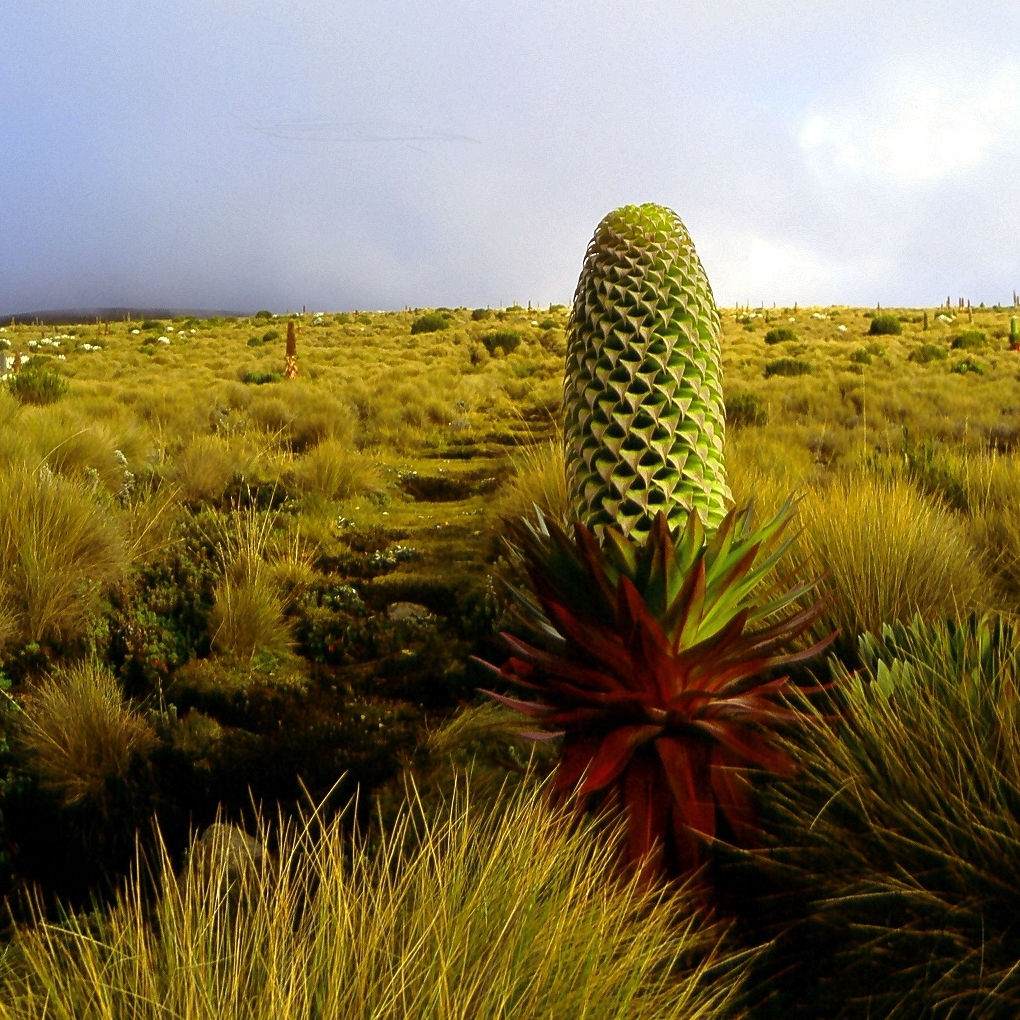
V parku Mount Kenya

Vrcholy masivu Mount Kenya jsou obklopeny takřka neproniknutelným lesem. Při zdolávání nejvyšších vrcholů masivu Mount Kenya je nutností ovládání horolezecké techniky. K tomu se také potřebné patřičné vybavení, včetně ledovcové výzbroje. Jediným turisticky dostupným trekingovým vrcholem je Lenana, která je svou výškou 4 985 m třetím nejvyšším vrcholem pohoří.

## Příroda
Horský masiv Mount Kenya zahrnuje velmi rozmanitou floru a faunu. Díky svému vlhkému alpskému podnebí neroste jedinečná a bohatá květena jenom ve spodních horských pásmech. Vyskytuje se zde nevyčíslitelné množství druhů rostlin, mnoho z nich je endemitických. Podobně jak u Kilimandžára jsou v nejnižších oblastech obklopujících masiv úrodná pole. Pěstují se zde hlavně kakaové boby, kukuřice, káva a čaj. V poměrném suchých oblastech na západě je rozšířen chov dobytka. Hranice afroalpinského pásma se nalézá ve výšce 3000 až 3500 m. Zde se končí hranice lesa. Od výšky 3200 m se nachází Národní park Mount Kenya. Ledovce zde leží od výšky přibližně 4300 m. Flora je zde zastoupena např. těmito druhy:
- Bambus
- Vřes
- Kapradiny
- Lobélie
- Mechy
- Olivy
- Orchideje
- Páramoheide – roste mezi 3500 a 4500 m
- Senecie
- Tussockgras – několik metrů vysoký
- Jalovec obecný
- Cedr

Z fauny zde můžeme vidět levharty, kočkodany, nosorožce, paviány, hyeny, slony a mnoho jiných zvířat.

### Ochrana přírody
Oblast kolem hory je od roku 1949 chráněná Národním parkem Mount Kenya, který je od roku 1997 zapsaný na seznamu Světového přírodního dědictví UNESCO.
Národní park má rozlohu asi 700 km² a navazuje na něj přibližně stejně velká přírodní rezervace. Většina parku leží ve výšce nad 3 000 metrů nad mořem.
Navštěvuje ho ročně kolem 15 000 lidí.[zdroj?]

## Galerie

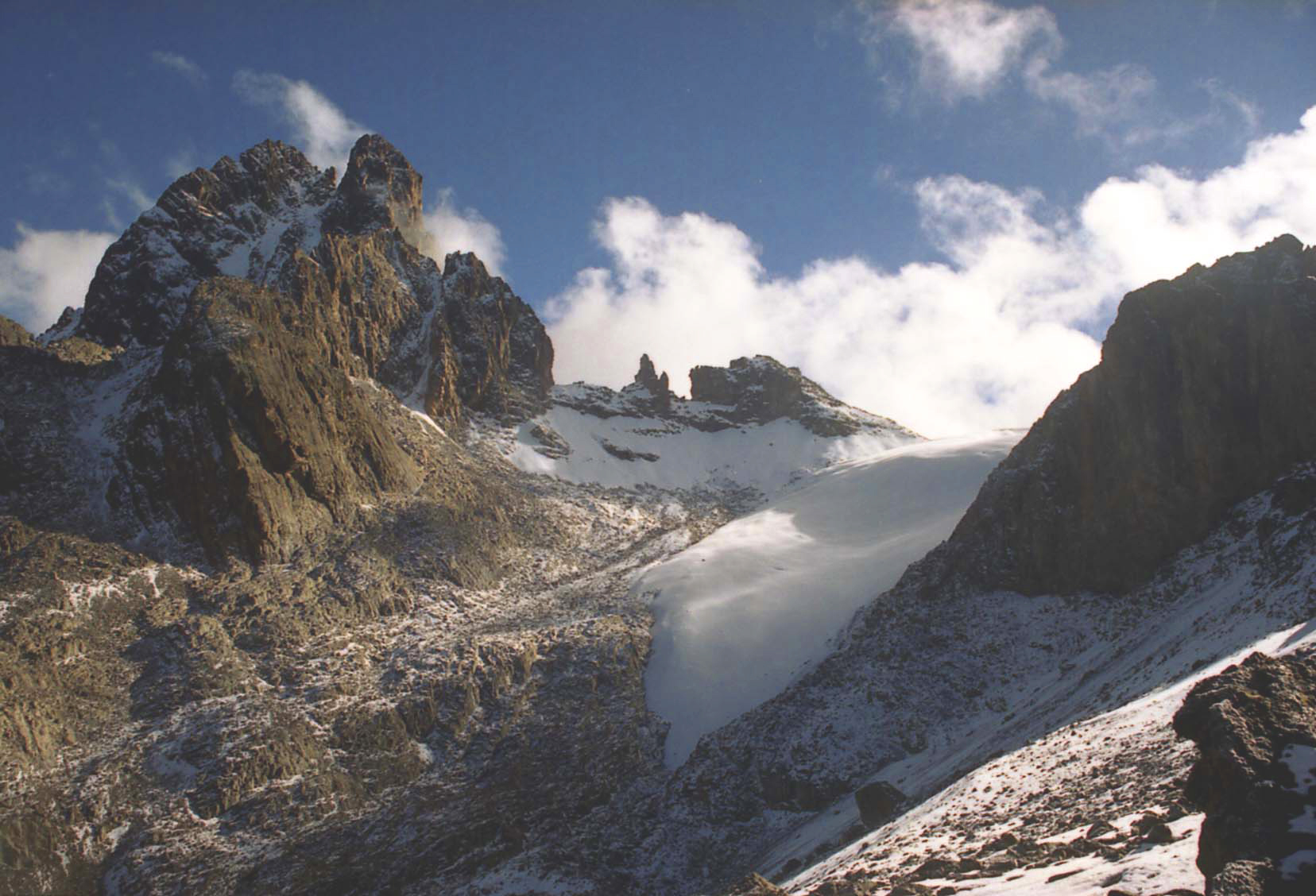
Ledovec na Mount Kenya
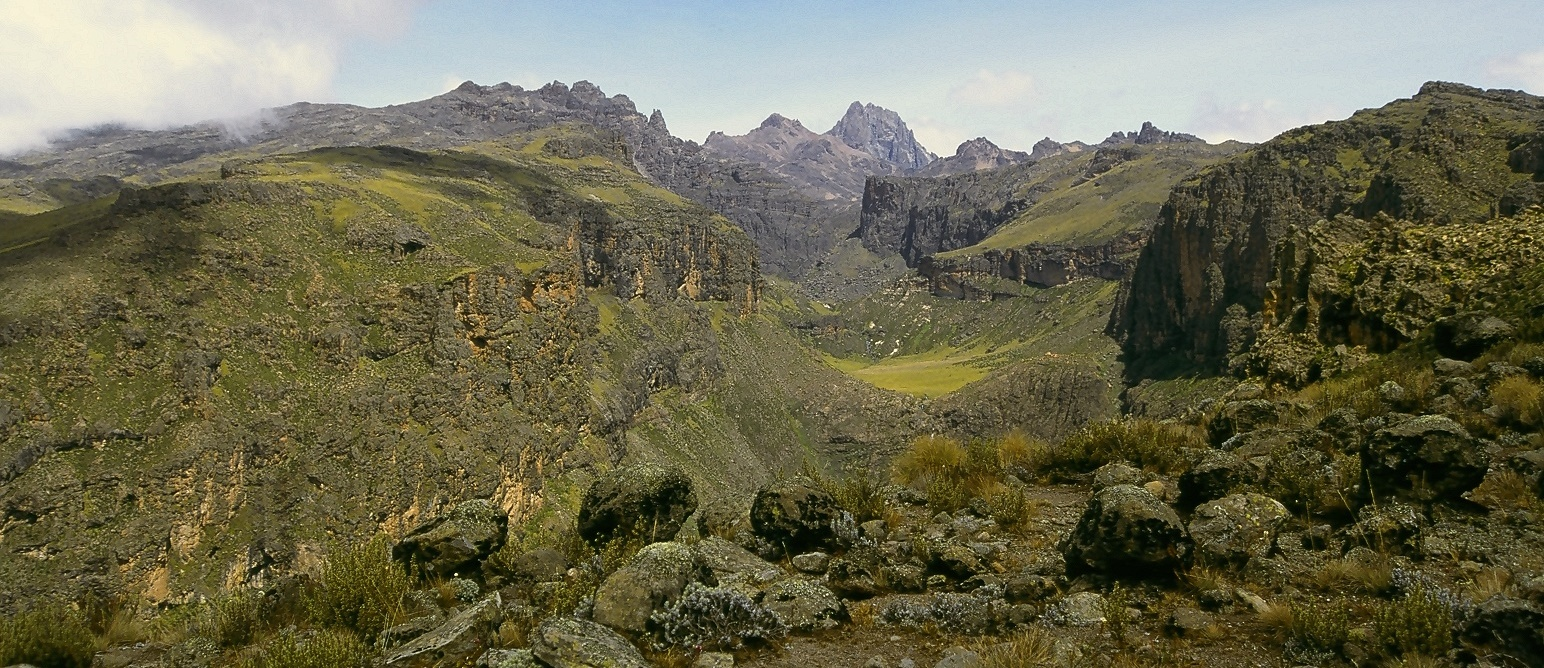
Údolí Gorges valley
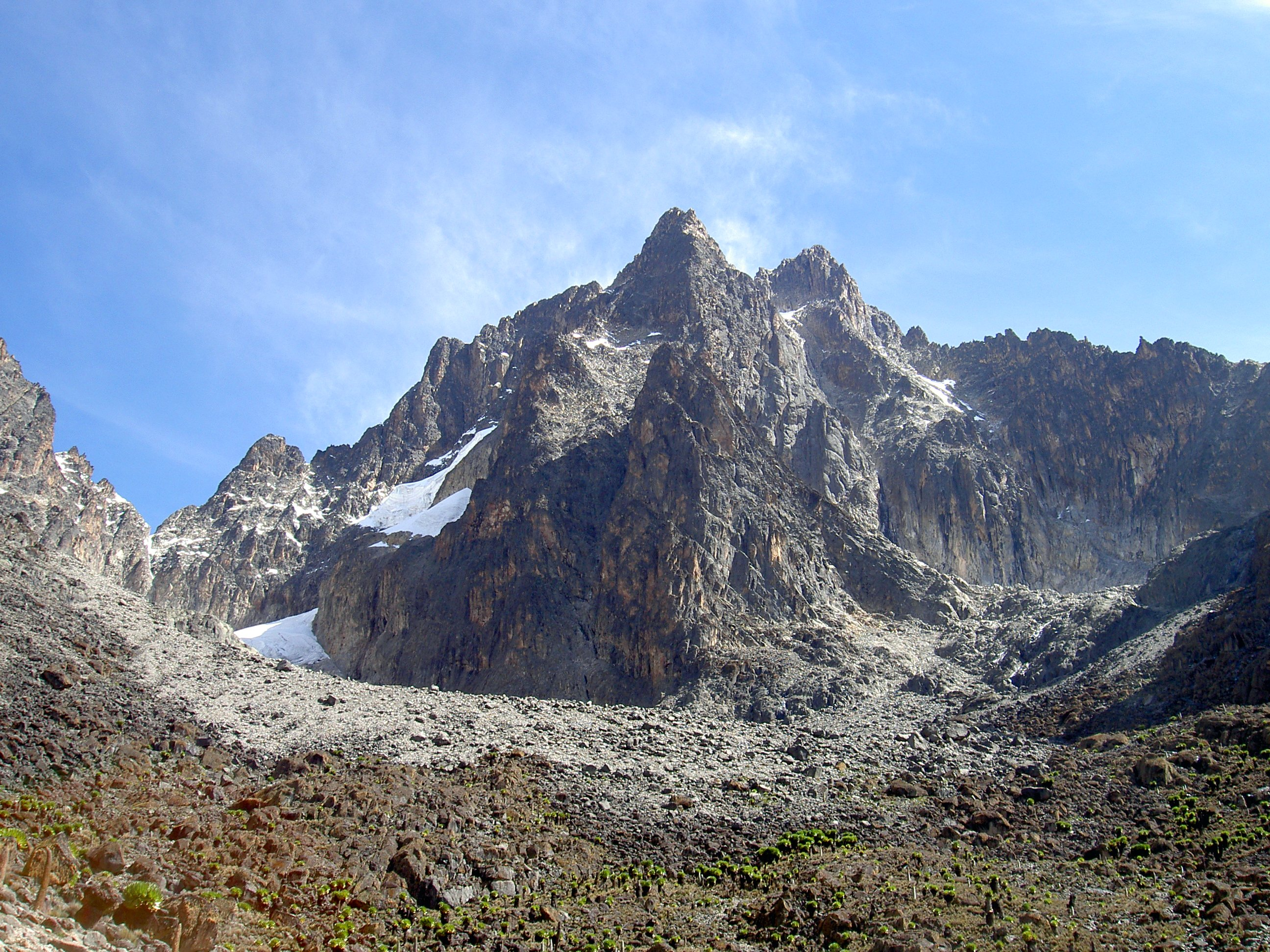
Vrchol Batian